# Vaudelle
Vaudelle – rzeka we Francji, przepływająca przez tereny departamentów Mayenne oraz Sarthe, o długości 29,8 km. Stanowi prawy dopływ rzeki Sarthe.